# 聳肩鳳凰螺
聳肩鳳凰螺（学名：Strombus minimus）为鳳凰螺科鳳凰螺屬下的一个种。